# You're a Lie
You're a Lie è un singolo del chitarrista statunitense Slash, pubblicato il 27 febbraio 2012 come primo estratto dal secondo album in studio Apocalyptic Love.

## La canzone
Si tratta della prima pubblicazione del chitarrista insieme al gruppo spalla, composto dal cantante Myles Kennedy e dai The Conspirators.

## Video musicale
Il videoclip è stato pubblicato il 15 maggio 2012 attraverso il sito ufficiale della Roadrunner Records.

## Tracce
1. You're a Lie – 3:49

## Formazione
- Slash – chitarra
- Myles Kennedy – voce
- Todd Kerns – basso
- Brent Fitz – batteria